# Hemileuca tricolor
Hemileuca tricolor is een vlinder uit de onderfamilie Hemileucinae van de familie nachtpauwogen (Saturniidae).
De wetenschappelijke naam van de soort is, als Euleucophaeus tricolor, voor het eerst geldig gepubliceerd door Alpheus Spring Packard in 1872.